# Aleksandar Svitlica
Aleksandar Svitlica (serbisch-kyrillisch Александар Свитлица; * 28. Mai 1982 in Prijepolje, SR Serbien, SFR Jugoslawien) ist ein ehemaliger serbischer und montenegrinischer Handballspieler. Er ist 1,89 m groß, wiegt 89 kg und wurde meist als Rechtsaußen eingesetzt.

## Karriere
Aleksandar Svitlica begann in seiner Heimatstadt Prijepolje mit dem Handballspiel. 2000 wechselte er ins benachbarte Montenegro zu Budućnost Podgorica, 2001 zu Rudar Pljevlja und schließlich 2002 zum RK Lovćen Cetinje, wo er in der ersten serbisch-montenegrinischen Liga debütierte und 2003 den nationalen Pokal gewann. 2004 wechselte er erstmals ins Ausland, zu IF Guif nach Schweden. Dort gehörte er zu den Leistungsträgern und wurde 2007 ins All-Star-Team der schwedischen Liga gewählt. Daraufhin wechselte er zu BM Granollers in die spanische Liga ASOBAL. Ab 2011 stand er bei GWD Minden unter Vertrag. 2012 gelang ihm der Aufstieg in die 1. Bundesliga. Nachdem Svitlica mit Minden in der Saison 2015/16 in der 2. Bundesliga antrat, kehrte er anschließend wieder in die Bundesliga zurück. Am Ende der Saison 2017/18 wurde sein Vertrag nicht mehr verlängert. Kurz vor Ende der Spielzeit zog er sich einen Kreuzbandriss zu, der ihn zum Karriereende zwang, da das Kreuzband nach Komplikationen entfernt werden musste.
Von 2003 bis 2006 bestritt er zunächst einige Länderspiele für die serbisch-montenegrinische Nationalmannschaft.
Eigentlich in Serbien geboren, nahm Svitlica 2006 auch die montenegrinische Staatsbürgerschaft an und absolvierte 30 Länderspiele für die montenegrinische Nationalmannschaft. Sein Debüt gab er bei der Europameisterschaft 2008 in Norwegen. Mit der Junioren-Nationalmannschaft von Jugoslawien gewann er bei der U-20-Europameisterschaft 2002 in Polen Bronze.

## Bundesligabilanz
| Saison    | Verein     | Spielklasse | Spiele | Tore | 7-Meter | Feldtore |
| --------- | ---------- | ----------- | ------ | ---- | ------- | -------- |
| 2012/13   | GWD Minden | Bundesliga  | 34     | 153  | 30      | 123      |
| 2013/14   | GWD Minden | Bundesliga  | 34     | 144  | 29      | 115      |
| 2014/15   | GWD Minden | Bundesliga  | 35     | 148  | 37      | 111      |
| 2016/17   | GWD Minden | Bundesliga  | 31     | 137  | 48      | 89       |
| 2017/18   | GWD Minden | Bundesliga  | 30     | 97   | 20      | 77       |
| 2012–2018 | gesamt     | Bundesliga  | 164    | 679  | 164     | 515      |

## Strafprozess
Svitlica wurde am 16. November 2017 wegen des Verdachts der Beihilfe zum Handel mit Betäubungsmitteln in nicht geringer Menge in seiner Wohnung festgenommen. Am 16. Februar 2018 wurde Anklage gegen ihn erhoben. Ihm wurde vorgeworfen, unter anderem durch Bereitstellung eines fünfstelligen Geldbetrages an Kokain-Schmuggel von Südamerika nach Deutschland beteiligt gewesen zu sein. Am 31. August 2018 wurde Svitlica vom Hanseatischen Oberlandesgericht zu einer Freiheitsstrafe von 18 Monaten verurteilt, die zur Bewährung ausgesetzt wurde.